# Mycula mossakowskii
Genre
Espèce
Mycula mossakowskii, unique représentant du genre Mycula, est une espèce d'araignées aranéomorphes de la famille des Linyphiidae.

## Distribution
Cette espèce se rencontre en Allemagne, en Autriche et en Italie.

## Publication originale
- Schikora, 1994 : Mycula mossakowskii, a new genus and species of erigonine spider from ombrotrophic bogs in southern Germany (Araneae: Linyphiidae). Bulletin of the British Arachnological Society, vol. 9, p. 274-276.